# Castore di Apt
Castore (Nîmes, seconda metà del IV secolo – Apt, 426) è stato un vescovo francese, ed è venerato come santo dalla chiesa cattolica che lo ricorda il 21 settembre.

## Agiografia
Castore, nato a Nîmes nella seconda metà del IV secolo, era fratello di san Leonzio, vescovo di Fréjus.
Castore era un avvocato e sposò una ricca vedova. Visse a Marsiglia fino a quando, di comune accordo, non si separarono e ciascuno entrò in un monastero. Sua moglie entrò in un convento di suore. Castore fondò il monastero di Manauque, presso Cavaillon in Provenza. Come abate ebbe rapporti epistolari con Giovanni Cassiano, in materia di vita monastica e sugli asceti d'Egitto. Giovanni scrisse su richiesta di Castore le De institutis Coenobiorum.
Successivamente fu eletto vescovo di Apt in Provenza nel 419.
Castore morì intorno al 426, dopo aver partecipato al concilio di Valence, prima che Cassiano avesse terminato l'opera. Questa fu mandata al fratello Leonzio e al monaco Elladio.

## Culto
Le sue reliquie sono conservate nella cattedrale di Apt, di cui è uno dei patroni. 
Il suo corpo è stato posto in una piccola cappella dedicata al Santissimo Salvatore la quale si trova nella parte meridionale della cattedrale, che da allora venne detta di Sainte-Marie e Saint-Castor. Le sue reliquie furono traslate nel 1179 alla nuova cattedrale e collocate nella cripta dal vescovo Pierre Saint-Paul.
A Nîmes, sua città natale, la cattedrale porta il suo nome.
San Castore è celebrato il 21 settembre. 
Feste locali si tengono il 25 settembre nell'arcidiocesi di Avignone e il 2 settembre nella diocesi di Nîmes.